# Pachydactylus parascutatus
Pachydactylus parascutatus är en ödleart som beskrevs av  Rudolf Bauer LAMB och BRANCH 2002. Pachydactylus parascutatus ingår i släktet Pachydactylus och familjen geckoödlor. Inga underarter finns listade i Catalogue of Life.